# ارقام معنی‌دار
ارقام معنی‌دار یا ارقام بامعنا (به انگلیسی: significant figures) اعدادی هستند که نشان دهنده ی میزان دقت، در اندازه‌گیری و یا محاسبات می‌باشند. این اعداد در بخش خطاها در محاسبات عددی مطرح‌اند.
فرض کنید می‌خواهیم جرم جسمی را توسط ترازو مکانیکی (کفه‌دار) معمولی اندازه بگیریم. این ترازو دقتی در حد دهم گرم (۰٫۱ گرم) دارد. حال همین جسم را با ترازوی الکترونیکی مدرن‌تری وزن می‌کنیم. این ترازو دقتی در حد ده هزارم گرم (۰٫۰۰۰۱ گرم) دارد. پس دقت اندازه‌گیری به تکنولوژی به کار رفته در ساخت وسیلهٔ اندازه‌گیری بستگی دارد. علاوه بر آن مهارت کاربر نیز در دقت اندازه‌گیری تأثیرگذار است. 
حال می‌خواهیم نتیجه اندازه‌گیری را برای استفاده در موارد علمی بر روی کاغذ بیاوریم. برای اینکه به دیگران نشان بدهیم اندازه‌گیری ما از چه میزان دقتی برخوردار است، از ارقامی استفاده می‌کنیم که به آنها ارقام بامعنا می‌گویند. این ارقام شامل تمام رقم‌هایی هستند که با قطعیت مشخص نموده‌ایم به علاوه آخرین رقم که بیشتر یک رقم تقریبی یا غیرقطعی است. برای مثال عدد ۹۳۷٬۶۰۵ دارای ۶ رقم معنی‌دار است که آخرین رقم آن یعنی ۵ یک رقم غیرقطعی است.

## توضیح بیشتر
فرض کنیم با ترازویی کار می‌کنیم که تا یک دهم اعشار دقت اندازه‌گیری دارد. اگر نتیجه به دست آمده از توزین یک نمونه در آزمایشگاه ۲۳٫۳ گرم باشد، می‌توان حدس زد که جرم حقیقی نمونه چیزی بین ۲۳٫۲ تا ۲۳٫۴ خواهد بود. اما در مورد دو رقم نخست مطمئن هستیم و می‌دانیم که جرم نمونه حتماً بیشتر از ۲۳ گرم است. بنابراین اگر جرم حقیقی نمونه مثلاً ۲۳٫۲۶ گرم یا ۲۳٫۳۳ گرم باشد در هر دو حالت می‌توان با توجه به اینکه دقت ترازوی مورد استفاده تا ۰٫۱ است، عدد را به صورت ۲۳٫۳ گزارش کرد که دارای سه رقم بامعنی است. 
در همین مثال اگر به عدد ۲۳٫۳ گرم یک صفر اضافه کنیم، آن را به صورت ۲۳٫۳۰ گزارش نماییم، مخاطب را دچار اشتباه خواهیم کرد و گزارش نادرستی ارائه داده‌ایم. زیرا ما به عنوان آزمایشگر با توجه به دقت ترازو از قطعیت رقم دوم از سمت راست یعنی ۳ مطمئن نبوده‌ایم و بنابراین نمی‌بایست آن را به عنوان رقم قطعی در بین ارقام معنی‌دار، وارد گزارش می‌کرده‌ایم. گزارش نتیجه به این شکل به این معنی است که وزن واقعی نمونه چیزی بین  ۲۳٫۲۹ و ۲۳٫۳۱ گرم است و این در حالی است که ما با توجه به دقت ترازوی مورد استفاده، چیزی در مورد قطعیت دومین رقم از سمت راست نمی‌دانیم. 
از سوی دیگر در مواردی ممکن است صفر نیز جزو ارقام بامعنی یک رقم باشد که در آن صورت حق حذف آن از گزارش را نداریم. مثلاً اگر در اندازه‌گیری طول یک قطعه فیبر نوری با ابزاری که دقت آن یک میلی متر است به عدد ۱۲ سانتی‌متر رسیدیم می‌بایست آن را به صورت  ۱۲٫۰ میلی‌متر گزارش کنیم و گزارش ما به شکل ۱۲ سانتی‌متر گزارش صحیحی نخواهد بود. در حالت اول عدد ما دارای سه رقم و در حالت دوم دارای دو رقم بامعنی است. دلیل آن این است که دقت اندازه گیری ترازو با اخرین  رقم ان مشخص میشود، همین مثال بالا اگر ۱۲,۰ باشد دقت ترازو ۰,۱ میباشد و خطای اندازه گیری هم با توجه به کمی یا دیجیتالی بودن ترازو متفاوت است و با همین رقم اخر مشخص میشود.    

## قوانین ارقام بامعنا
1. همه اعداد غیر صفر با معنی اند: 58  ،72
2. صفرهای میانی (صفرهای مابین دو عدد غیرصفر) بامعنی اند: 408 ,7.0301
3. صفرهای ابتدایی (صفرهای سمت چپ اعداد غیرصفر) بامعنی نیستند. این صفرها فقط برای تعیین جایگاه اعشار به کار می روند: 0.0032 ,0.0006
4. صفرهای انتهایی (صفرهای انتهای اعداد) به دسته های زیر تقسیم می شوند:
  - صفرهای انتهایی بعد از ممیز اعشار همیشه بامعنی اند: 45.00, 2.5700
  - صفرهای انتهایی قبل از ممیز اعشار (بعد از اعداد غیرصفر) همیشه بامعنی اند: 2600.55
  - صفرهای انتهایی در اعداد بدون ممیز مبهم اند و باید با استفاده از نمادگذاری علمی از این کار جلوگیری کرد.
    - {\displaystyle 1200}  مبهم
    - {\displaystyle 1.2\times 10^{3}}      دو رقم بامعنا
    - {\displaystyle 1.20\times 10^{3}}    سه رقم بامعنا
    - {\displaystyle 1.200\times 10^{3}}  چهار رقم بامعنا

  - برخی منابع بعد از صفرهای انتهایی که بامعنا هستند ممیز اعشار میگذارند که این امر رایج نیست اما گذاشتن آن موجب رفع ابهام خواننده می‌شود، برای مثال:   {\displaystyle 1200.}     چهار رقم بامعنا

- استفاده از نماد علمی: معمولا در فیزیک اعداد را به صورت علمی بیان می کنند. در این شکل، عدد به صورت x.yz.. *10^n  نوشته می شود که در آن x عددی (مثبت یا منفی) غیر صفر است. در این شکل، تعداد ارقام بامعنی، به سادگی برابر با تعداد اعداد نوشته شده (بدون در نظر گرفتن قسمت توانی)  است.

مثال 1: عدد ۵ سانتی‌متر  دارای یک رقم بامعنی و عدد  ۰٫۰۵ متر نیز دارای یک رقم با معنی است. پس می‌بینیم که تبدیل واحدها تأثیری بر روی ارقام بامعنی ندارد. البته اگر این عدد را به صورت 50 میلی متر بنویسیم، اشتباه است زیرا دو رقم معنی دار خواهد داشت. پس اگر این عدد مقدار کمیتی مانند x باشد، آن را می توان به یکی از سه شکل زیر نوشت: 
(نماد علمی)   x = 5 cm = 0.05 m = 5 * 10^1 mm 
مثال 2: عدد ۰٫۰۰۰۷۸۰۹۰ دارای پنج رقم با معنی است دقیقا مشابه ۷۸۰۹۰. 
(نماد علمی)     y = 0.00078090 = 78090 = 7.8090 * 10^4  
مثال 3: عدد  a=0.05 دارای یک رقم با معنی و عدد b=۵۰۰٫۰ دارای چهار رقم با معنی است.
(نماد علمی)    a=5 * 10^-2  
(نماد علمی)     b=5.000 * 10^2
لذا برای نوشتن یک عدد به صورت نماد علمی و یا بالعکس، میبایست به نحوی عمل کنیم که تعداد ارقام با معنا حفظ شوند. 
قوانین مربوط به چهار عمل اصلی:   
هنگام جمع و تفریق و یا ضرب و تقسیم، ارقام با معنی نادقیق ترین عدد برای نتیجه لحاظ می شود. این نادقیقی با میزان دقت اندازه گیری است.اصول آن بسیار ساده است:  
هنگام جمع و تفریق دو عدد، نادقیق ترین عدد از لحاظ دقت اندازه گیری لحاظ می شود.مثلا:    
۱۶۰٫۲۵ = ۰٫۲۵(دو رقم با معنی) + ۱۶۰٫۰۰ (پنج رقم با معنی)  
که در واقع تا دو رقم با معنا گرد می‌ شود که همان ۱۶۰ که به صورت دقیق تر باید ۲^۱۰ × ۱٫۶ با نماد علمی ذکر شود. برای تفریق. نیز همینطور است.      
برای ضرب و تقسیم(عکس ضرب)  نیز شبیه است. مثلا همان       
ضرب دو عدد بالا برابر با  ۴۰٫۰۰ می شود ولی چنین چیزی در واقع نادرست است و باید ۴۰٫ یا با نمادگذاری علمی ۱۰ × ۴٫۰ ذکر شود.(شیمی عمومی،نوشته پروفسور چارلز مورتیمر،ترجمه دکتر عیسی یاوری، صفحه ۸)